# Daniel López Menéndez
Daniel López Menéndez, detto Dani (Oviedo, 7 ottobre 1983), è un ex calciatore spagnolo, di ruolo difensore.

## Biografia
Il fratello maggiore, José Alberto, è un allenatore.

## Carriera

### Club
Nato a Oviedo, nelle Asturie, conta oltre 150 presenze in Segunda División con le casacche di Salamanca, Las Palmas e Numancia.
Si è ritirato nel 2019 all'età di 35 anni, dopo aver trascorso l'ultima parte della sua carriera nelle serie inferiori e nella sua regione natale. Ha anche militato per un breve periodo nella seconda divisione greca con l'Īraklīs.
Dopo il ritiro, è diventato il direttore sportivo dell'ultima squadra dove ha giocato, il Langreo.